# El Relleixat
El Relleixat és una masia situada al municipi de Sant Feliu de Pallerols a la comarca catalana de la Garrotxa.